# Zur Heiligen Dreifaltigkeit (Lenkersheim)

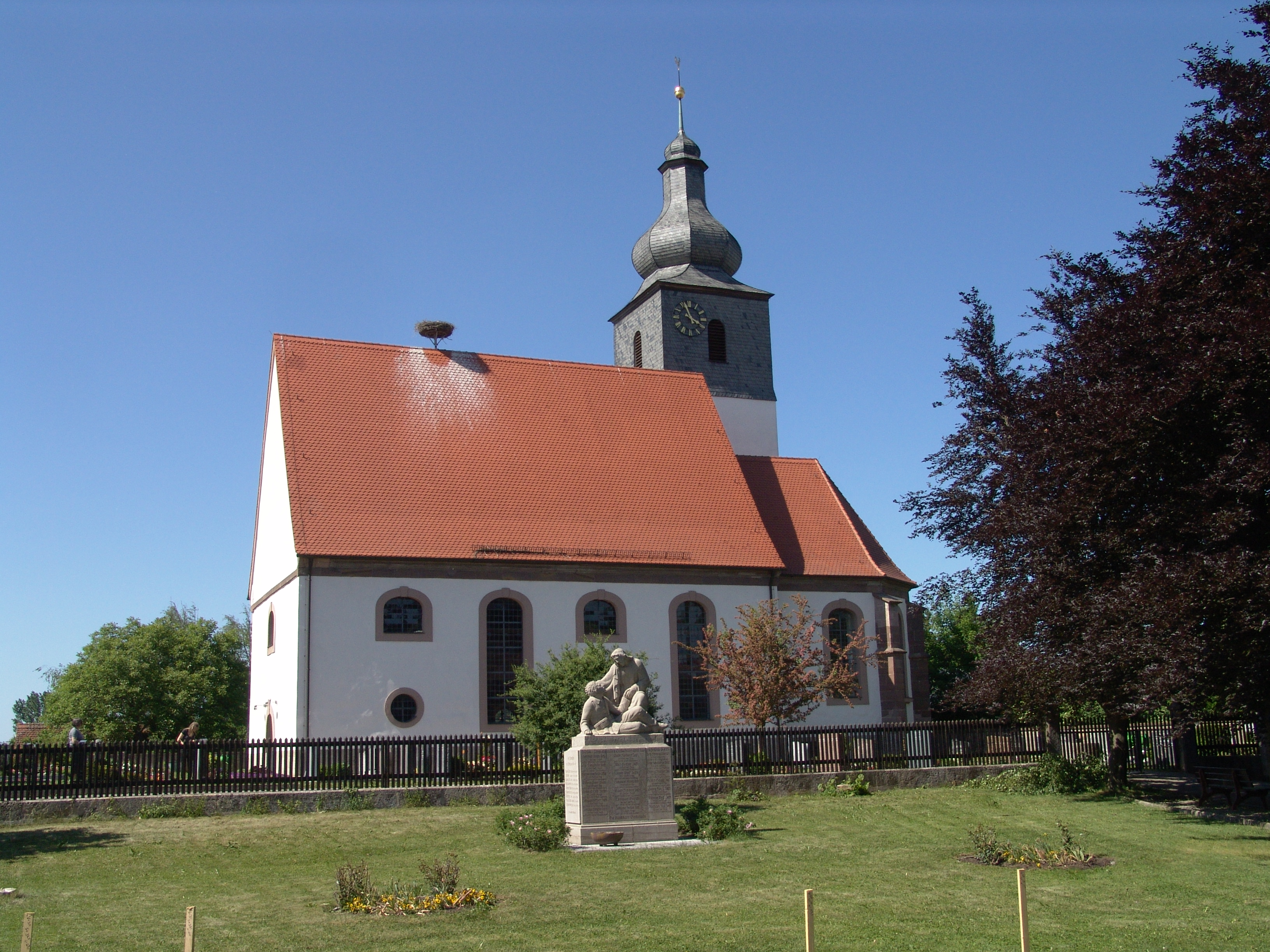
Zur Heiligen Dreifaltigkeit (Lenkersheim)

Die evangelische, denkmalgeschützte Pfarrkirche Zur Heiligen Dreifaltigkeit, volkstümlich als St. Johannes bezeichnet, steht in Lenkersheim, einem Gemeindeteil der Stadt Bad Windsheim, Landkreis Neustadt an der Aisch-Bad Windsheim (Mittelfranken, Bayern). Das Bauwerk ist unter der Denkmalnummer D-5-75-112-290 als Baudenkmal in der Bayerischen Denkmalliste eingetragen. Die Kirchengemeinde gehört zum Dekanat Bad Windsheim im Kirchenkreis Ansbach-Würzburg der Evangelisch-Lutherischen Kirche in Bayern.

## Beschreibung
Die Saalkirche wurde 1682–84 nach Plänen von Elias Gedeler, dem Vater von Gottfried von Gedeler gebaut. Sie besteht aus einem mit einem Satteldach bedeckten Langhaus, einem eingezogenen, dreiseitig geschlossenen, teilweise mit Strebepfeilern gestützten Chor und einem Chorflankenturm an dessen Nordwand, der mit einer Zwiebelhaube bedeckt ist. 
Der Innenraum des Langhauses hat umlaufende Emporen und ist mit einem hölzernen, kassettierten Tonnengewölbe überspannt. Im Chor steht ein Kanzelaltar, der um 1770 unter Verwendung der Kanzel von 1684 gebaut wurde. Zwei um 1500 entstandene Statuen von Aposteln stammen aus einem Schrein. Das Taufbecken ist in der Bauzeit entstanden. Die Orgel mit 13 Registern, zwei Manualen und einem Pedal wurde 1999 von Orgelbau Mühleisen gebaut.